# Coppa delle Coppe 1989-1990 (hockey su pista)
La Coppa delle Coppe 1989-1990 è stata la 14ª edizione dell'omonima competizione europea di hockey su pista riservata alle squadre di club. Il torneo ha avuto inizio il 7 aprile e si è concluso il 20 giugno 1990. Il titolo è stato conquistato dagli spagnoli del Liceo La Coruña per la prima volta nella loro storia sconfiggendo in finale i belgi del Rolta. In quanto squadra vincitrice, il Liceo La Coruña ha ottenuto anche il diritto di partecipare alla Supercoppa d'Europa.

## Squadre partecipanti
| Nazione        | Club            | Città          | Qualificazione                                 |
| -------------- | --------------- | -------------- | ---------------------------------------------- |
| Belgio         | Rolta           | Lovanio        |                                                |
| Francia        | Gazinet-Cestas  | Cestas         | 2º in 1ere Division 1989                       |
| Germania Ovest | Darmstadt       | Darmstadt      | Detentore della Coppa di Germania Ovest 1989   |
| Italia         | Monza           | Monza          | Detentore della Coppa Italia 1988-1989         |
| Paesi Bassi    | AGOR            | Dordrecht      | 2º in 1ª Klasse 1989                           |
| Portogallo     | Paço de Arcos   | Paço de Arcos  | Finalista della Coppa del Portogallo 1988-1989 |
| Spagna         | Liceo La Coruña | La Coruña      | Detentore della Coppa del Re 1989              |
| Svizzera       | Gipf-Oberfrick  | Gipf-Oberfrick | Finalista della Coppa di Svizzera 1989         |

## Risultati

### Quarti di finale
| Squadra 1      | Totale | Squadra 2       | Andata | Ritorno |
| -------------- | ------ | --------------- | ------ | ------- |
| AGOR           | 15 - 4 | Gipf-Oberfrick  | 7 - 2  | 8 - 2   |
| Gazinet-Cestas | 4 - 17 | Paço de Arcos   | 3 - 4  | 1 - 13  |
| Monza          | 5 - 17 | Liceo La Coruña | 3 - 8  | 2 - 9   |
| Rolta          | 9 - 8  | Darmstadt       | 4 - 3  | 5 - 5   |

### Semifinali
| Squadra 1       | Totale | Squadra 2     | Andata | Ritorno |
| --------------- | ------ | ------------- | ------ | ------- |
| AGOR            | 6 - 7  | Rolta         | 3 - 1  | 3 - 6   |
| Liceo La Coruña | 19 - 5 | Paço de Arcos | 11 - 1 | 8 - 4   |

### Finale
| Squadra 1 | Totale | Squadra 2       | Andata | Ritorno |
| --------- | ------ | --------------- | ------ | ------- |
| Rolta     | 3 - 31 | Liceo La Coruña | 2 - 9  | 1 - 22  |

#### Andata
| Lovanio 6 giugno 1990 | Rolta | 2 – 9 | Liceo La Coruña |  |

#### Ritorno
| La Coruña 20 giugno 1990 | Liceo La Coruña | 22 – 1 | Rolta | Pazo dos Deportes de Riazor |